# Терешилка (приток Тересвы)
 Терешилка (укр. Терешілка, другое название — Терешул) — река в Украинских Карпатах, в рамках Тячевского района Закарпатской области. Правый приток Тересвы (бассейн Тисы).

## Характеристики
Длина 28 км, площадь водосборного бассейна 110 км². Уклон реки 30 м/км. Долина V-образная, кое-где ущельеподобна шириной от 10 до 400 м, в верхнем течении сплошь залесена. Русло слабоизвилистое. На реке много островов и порогов. Используется для бытовых нужд.

## Течение
Берёт начало на южных склонах хребта Красная, у горы Гропа. Течёт преимущественно на юг (в среднем течении — на юго-восток). Впадает в Тересву рядом с селом Подплеша.

## Притоки
Правые: Моцилин.
Левые: Кобылец, Поркулець.